# Bryan Nauleau
Bryan Nauleau (Les Sables-d'Olonne, França, 13 de março de 1988) é um ciclista francês que foi profissional entre agosto de 2013 e 2019.
Em outubro de 2019 anunciou a sua retirada como ciclista profissional aos 31 anos de idade.

## Palmarés

### Pista
2015
- Campeonato da França Perseguição por Equipas (fazendo equipa com Bryan Coquard, Thomas Boudat e Julien Morice)

## Resultados nas Grandes Voltas
| Carreira        | 2013 | 2014 | 2015  | 2016  | 2017 | 2018 | 2019 |
| --------------- | ---- | ---- | ----- | ----- | ---- | ---- | ---- |
| Giro d'Italia   | -    | -    | -     | -     | -    | -    | -    |
| Tour de France  | -    | -    | 157.º | -     | -    | -    | -    |
| Volta a Espanha | -    | Ab.  | -     | 146.º | -    | -    | -    |

-: não participa

Ab.: abandono